# Gannes
Gannes és un municipi francès, situat al departament de l'Oise i a la regió dels Alts de França. L'any 1999 tenia 320 habitants.

## Situació
Gannes forma part d'un grup de petits poblets que també comprèn poblacions com ara Bacouël, Chepoix, La Hérelle o Le Mesnil-Saint-Firmin. És travessada per la carretera D117, que uneix Bacouël i Saint-Just-en-Chaussée.

## Administració
Gannes forma part del cantó de Saint-Just-en-Chaussée, que al seu torn forma part de l'arrondissement de Clermont. L'alcalde de la ciutat és Georges Van Vynckt (2001-2008).